# Klasztor w Sázavie
Klasztor benedyktyński w Sázavie (czeski: Sázavský klášter) – kompleks zabytkowych budynków klasztornych, położonych w mieście Sázava w Czechach, nad rzeką o tej samej nazwie.
W XI wieku został założony przez świętego Prokopa i stał się centrum słowiańskiej liturgii. Od końca wieku XI mieszkali tutaj mnisi obrządku łacińskiego, a budynek klasztor został wybudowany w stylu gotyckim, a następnie przebudowany w stylu barokowym. Klasztor został zamknięty pod koniec XVIII wieku i przebudowany na pałac.
Klasztor dziś jest zarządzany przez Národní památkový ústav i lokalny kościół parafialny. Klasztor jest chroniony jako narodowy zabytek kultury Republiki Czeskiej.
Sázavski klasztor jest jednym z miejsc akcji gry komputerowej Kingdome Come: Deliverance.